# Thiên Phong Cấu
Quẻ Thiên Phong Cấu, đồ hình:||||| còn gọi là quẻ Cấu (姤 gou4), là quẻ thứ 44 trong Kinh Dịch.
- Nội quái là ☴ (:|| 巽 xun4) Tốn hay Gió (風).
- Ngoại quái là ☰ (||| 乾 qian2) Càn hay Trời (天).

Giải nghĩa: Ngộ dã. Tương ngộ. Gặp gỡ, cấu kết, liên kết, kết hợp, móc nối, mềm gặp cứng. Phong vân bất trắc chi tượng: gặp gỡ thình lình, ít khi.